# 比利亚布拉萨罗
比利亚布拉萨罗（西班牙語：Villabrázaro）是西班牙卡斯蒂利亚-莱昂萨莫拉省的一个市镇。 总面积23平方公里，总人口352人（2001年），人口密度15人/平方公里。